# Großer Preis von Schweden (Motorrad)

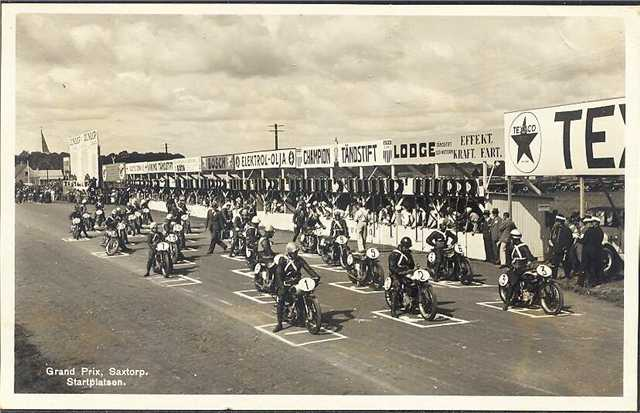
Start zu einem Vorkriegs-Grand-Prix in Saxtorp

Der Große Preis von Schweden für Motorräder war ein Motorrad-Rennen, das zwischen 1930 und 1990 insgesamt 42-mal ausgetragen wurde und zwischen 1958 und 1990 zur Motorrad-Weltmeisterschaft zählte.

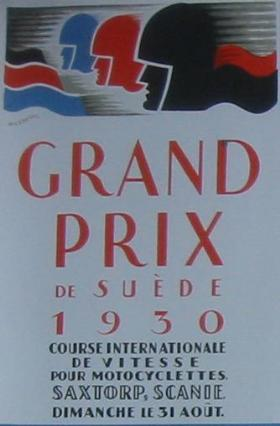
Plakat des Großen Preises von Schweden 1930

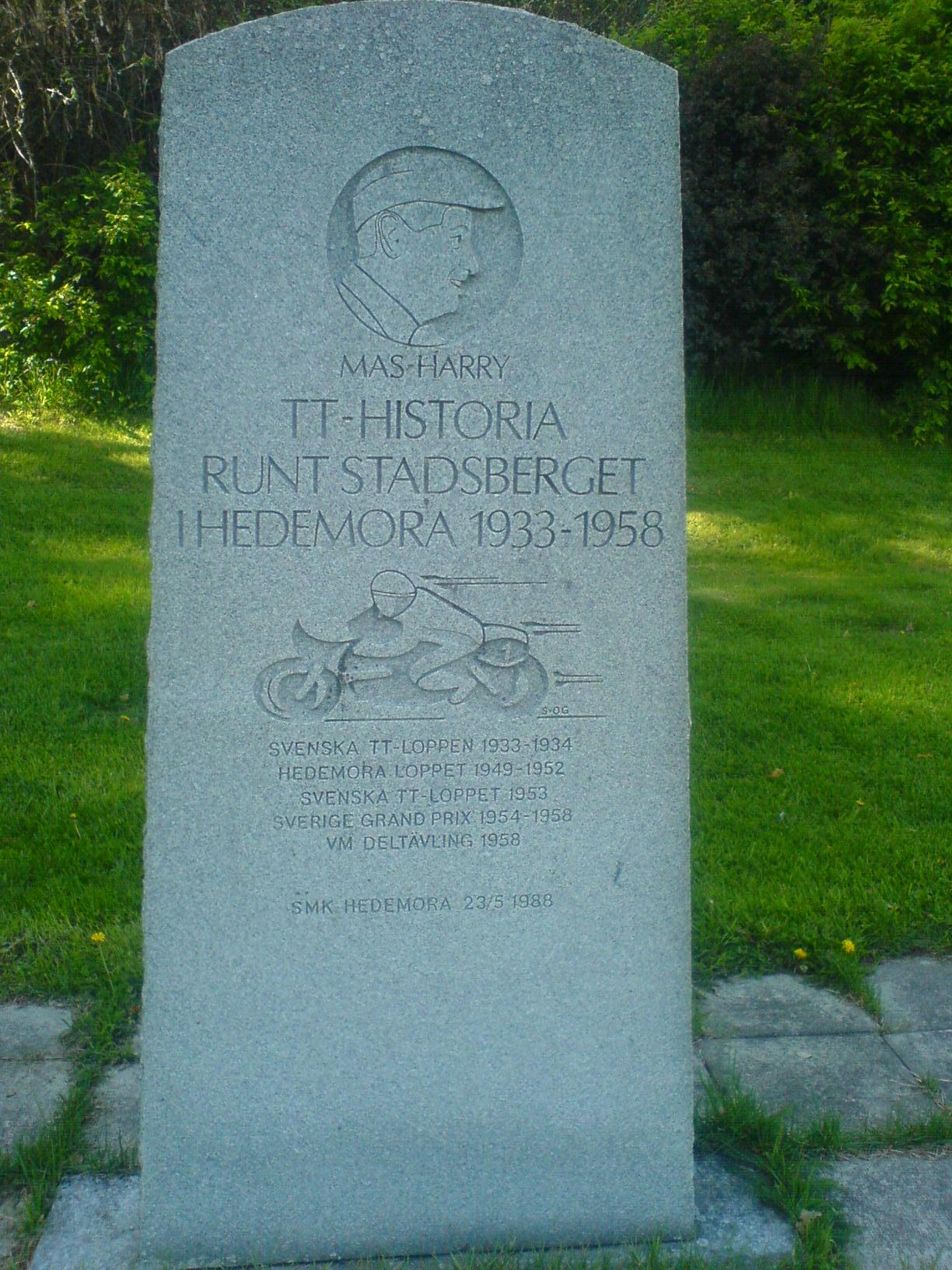
Gedenkstein in Hedemora

## Geschichte
Das Rennen fand erstmals im Jahr 1930 in Saxtorp statt und beherbergte 1933 den Großen Preis von Europa, bei dem die Europameister der Saison gekürt wurden. Im Jahr 1939 war das Rennen ein Lauf zur nunmehr aus mehreren Rennen bestehenden Europameisterschaft.
Nach dem Zweiten Weltkrieg fand der Große Preis von Schweden erstmals im Jahr 1949, auf der Rennstrecke von Jönköping, wieder statt. Von 1950 bis 1958 war der Hedemora TT Circuit Austragungsort des Rennens. Zwischen 1949 und 1953 wurde der Grand Prix als Schwedische TT ausgetragen. Da ab 1954 nur noch die Motorradrennen auf der Isle of Man und in den Niederlanden den Namen Tourist Trophy (TT) tragen durften, wurde das Rennen ab 1954 wieder Großer Preis von Schweden veranstaltet.
Im Jahr 1958 hatte der Große Preis erstmals WM-Status. 1959 und 1961 fand das Rennen auf der Råbelövsbanan in Kristianstad statt. Im Jahr 1960 sowie von 1962 bis 1969 fand kein Grand Prix statt.
Von 1971 bis 1990 hatte das Rennen, mit Ausnahme von 1980, als es wegen finanzieller Schwierigkeiten abgesagt wurde, ununterbrochen WM-Status. Bis auf die Saisons 1978 und 1979, als er im Karlskoga Motorstadion in Karlskoga ausgetragen wurde, war der Scandinavian Raceway bei Anderstorp dabei Austragungsort des Großen Preises. In den Jahren 1973 und 1975 fanden beim Grand Prix zusätzlich Läufe zur Formel 750 statt.
Der letzte Große Preis von Schweden für Motorräder wurde 1990 ausgetragen.

## Statistik

### Von 1930 bis 1939
(gefärbter Hintergrund = als Europameisterschafts-Lauf ausgetragen)
| Jahr | Strecke | Klasse     | Sieger                            |
| ---- | ------- | ---------- | --------------------------------- |
| 1930 | Saxtorp | 250 cm³    | Erik Bohlin (NV)                  |
| 1930 | Saxtorp | 350 cm³    | Tore Oscarsson (Velocette)        |
| 1930 | Saxtorp | 500 cm³    | Jimmie Simpson (Norton)           |
|      |         |            |                                   |
| 1931 | Saxtorp | 250 cm³    | Leo Davenport (Rudge)             |
| 1931 | Saxtorp | 350 cm³    | Hans Torell (A.J.S.)              |
| 1931 | Saxtorp | 500 cm³    | Jimmie Simpson (Norton)           |
|      |         |            |                                   |
| 1932 | Saxtorp | 250 cm³    | I. Kröyer-Christensen (Excelsior) |
| 1932 | Saxtorp | 350 cm³    | Eduardo Self (Velocette)          |
| 1932 | Saxtorp | 500 cm³    | Ragnar Sunnqvist (Husqvarna)      |
|      |         |            |                                   |
| 1933 | Saxtorp | 250 cm³    | Charlie Dodson (New Imperial)     |
| 1933 | Saxtorp | 350 cm³    | Jimmie Simpson (Norton)           |
| 1933 | Saxtorp | 500 cm³    | Gunnar Kalén (Husqvarna)          |
|      |         |            |                                   |
| 1934 | Saxtorp | 250 cm³    | Svend-Aage Sørensen (Excelsior)   |
| 1934 | Saxtorp | 350 cm³    | Ted Mellors (Velocette)           |
| 1934 | Saxtorp | 500 cm³    | Ragnar Sunnqvist (Husqvarna)      |
|      |         |            |                                   |
| 1935 | Saxtorp | 250 cm³    | Walfried Winkler (DKW)            |
| 1935 | Saxtorp | 350 cm³    | Hans Richnow (Rudge)              |
| 1935 | Saxtorp | 500 cm³    | Stanley Woods (Husqvarna)         |
|      |         |            |                                   |
| 1936 | Saxtorp | 250 cm³    | Walfried Winkler (DKW)            |
| 1936 | Saxtorp | 350 cm³    | Freddie Frith (Norton)            |
| 1936 | Saxtorp | 500 cm³    | Otto Ley (BMW)                    |
|      |         |            |                                   |
| 1937 | Saxtorp | 250 cm³    | Walfried Winkler (DKW)            |
| 1937 | Saxtorp | 350 cm³    | Ted Mellors (Velocette)           |
| 1937 | Saxtorp | 500 cm³    | Otto Ley (BMW)                    |
|      |         |            |                                   |
| 1938 | Saxtorp | annulliert | annulliert                        |
|      |         |            |                                   |
| 1939 | Saxtorp | 250 cm³    | Ewald Kluge (DKW)                 |
| 1939 | Saxtorp | 350 cm³    | Heiner Fleischmann (DKW)          |
| 1939 | Saxtorp | 500 cm³    | Dorino Serafini (Gilera)          |

### Von 1949 bis 1957
| Jahr | Strecke   | Klasse      | Sieger                          |
| ---- | --------- | ----------- | ------------------------------- |
| 1949 | Jönköping | 350 cm³     | Kjell Bakke (Velocette)         |
| 1949 | Jönköping | 500 cm³     | B. Ringborg (Ariel)             |
|      |           |             |                                 |
| 1950 | Hedemora  | 125–175 cm³ | Henry Bohlin (Puch)             |
| 1950 | Hedemora  | 350 cm³     | Svend-Aage Sørensen (Norton)    |
| 1950 | Hedemora  | 500 cm³     | Svend-Aage Sørensen (Norton)    |
|      |           |             |                                 |
| 1951 | Hedemora  | 125–175 cm³ | Henry Bohlin (Puch)             |
| 1951 | Hedemora  | 350 cm³     | Hasse Danielsson (A.J.S.)       |
| 1951 | Hedemora  | 500 cm³     | Svend-Aage Sørensen (Norton)    |
|      |           |             |                                 |
| 1952 | Hedemora  | 125–175 cm³ | Jerker Ström (Velocette)        |
| 1952 | Hedemora  | 350 cm³     | Ken Kavanagh (Norton)           |
| 1952 | Hedemora  | 500 cm³     | Ken Kavanagh (Norton)           |
|      |           |             |                                 |
| 1953 | Hedemora  | 125 cm³     | Kurt Niklasson (F.B Mondial)    |
| 1953 | Hedemora  | 350 cm³     | Karl Hofmann (DKW)              |
| 1953 | Hedemora  | 500 cm³     | Ken Kavanagh (Norton)           |
| 1953 | Hedemora  | Gespanne    | Otto Schmid / Otto Kölle (BMW)  |
|      |           |             |                                 |
| 1954 | Hedemora  | 125 cm³     | Václav Parus (ČZ)               |
| 1954 | Hedemora  | 350 cm³     | Ray Amm (Norton)                |
| 1954 | Hedemora  | 500 cm³     | Rod Coleman (A.J.S.)            |
|      |           |             |                                 |
| 1955 | Hedemora  | 125 cm³     | Tarquinio Provini (F.B Mondial) |
| 1955 | Hedemora  | 350 cm³     | John Hartle (Norton)            |
| 1955 | Hedemora  | 500 cm³     | Geoff Duke (Gilera)             |
|      |           |             |                                 |
| 1956 | Hedemora  | 125 cm³     | Gianni Degli Antoni (Ducati)    |
| 1956 | Hedemora  | 350 cm³     | Keith Campbell (Norton)         |
| 1956 | Hedemora  | 500 cm³     | Geoff Duke (Gilera)             |
|      |           |             |                                 |
| 1957 | Hedemora  | 125 cm³     | Rauno Aaltonen (Ducati)         |
| 1957 | Hedemora  | 250 cm³     | John Hartle (MV Agusta)         |
| 1957 | Hedemora  | 350 cm³     | Keith Campbell (Moto Guzzi)     |
| 1957 | Hedemora  | 500 cm³     | Keith Campbell (Moto Guzzi)     |

### Von 1958 bis 1972
(gefärbter Hintergrund = kein Rennen im Rahmen der Motorrad-Weltmeisterschaft)
| Jahr | Strecke      | Klasse   | Sieger                          | Zweiter                     | Dritter                     | schnellste Runde              |  |
| ---- | ------------ | -------- | ------------------------------- | --------------------------- | --------------------------- | ----------------------------- |  |
| 1958 | Hedemora     | 125 cm³  | Alberto Gandossi (Ducati)       | Luigi Taveri (Ducati)       | Carlo Ubbiali (MV Agusta)   | Luigi Taveri (Ducati)         |  |
| 1958 | Hedemora     | 250 cm³  | Horst Fügner (MZ)               | Mike Hailwood (NSU)         | Geoff Monty (GMS)           | Tarquinio Provini (MV Agusta) |  |
| 1958 | Hedemora     | 350 cm³  | Geoff Duke (Norton)             | Bob Anderson (Norton)       | Mike Hailwood (Norton)      | Bob Anderson (Norton)         |  |
| 1958 | Hedemora     | 500 cm³  | Geoff Duke (Norton)             | Dickie Dale (BMW)           | Terry Shepherd (Norton)     | Geoff Duke (Norton)           |  |
|      |              |          |                                 |                             |                             |                               |  |
| 1959 | Kristianstad | 125 cm³  | Tarquinio Provini (MV Agusta)   | Carlo Ubbiali (MV Agusta)   | Werner Musiol (MZ)          | Carlo Ubbiali (MV Agusta)     |  |
| 1959 | Kristianstad | 250 cm³  | Gary Hocking (MZ)               | Carlo Ubbiali (MV Agusta)   | Geoff Duke (Benelli)        | Gary Hocking (MZ)             |  |
| 1959 | Kristianstad | 350 cm³  | John Surtees (MV Agusta)        | John Hartle (MV Agusta)     | Bob Brown (Norton)          | John Surtees (MV Agusta)      |  |
|      |              |          |                                 |                             |                             |                               |  |
| 1961 | Kristianstad | 125 cm³  | Luigi Taveri (Honda)            | Kunimitsu Takahashi (Honda) | Jim Redman (Honda)          | Luigi Taveri (Honda)          |  |
| 1961 | Kristianstad | 250 cm³  | Mike Hailwood (Honda)           | Luigi Taveri (Honda)        | Kunimitsu Takahashi (Honda) | Jim Redman (Honda)            |  |
| 1961 | Kristianstad | 350 cm³  | František Šťastný (Jawa)        | Gustav Havel (Jawa)         | Tommy Robb (A.J.S.)         | Gary Hocking (MV Agusta)      |  |
| 1961 | Kristianstad | 500 cm³  | Gary Hocking (MV Agusta)        | Mike Hailwood (MV Agusta)   | Frank Perris (Norton)       | Gary Hocking (MV Agusta)      |  |
|      |              |          |                                 |                             |                             |                               |  |
| 1970 | Anderstorp   | 250 cm³  | Kent Andersson (Yamaha)         | unbekannt                   | unbekannt                   | unbekannt                     |  |
| 1970 | Anderstorp   | 350 cm³  | Kent Andersson (Yamaha)         | unbekannt                   | unbekannt                   | unbekannt                     |  |
| 1970 | Anderstorp   | 500 cm³  | Sven-Olof Gunnarsson (Kawasaki) | unbekannt                   | unbekannt                   | unbekannt                     |  |
| 1970 | Anderstorp   | Gespanne | Auerbacher / Hahn (BMW)         | unbekannt                   | unbekannt                   | unbekannt                     |  |
|      |              |          |                                 |                             |                             |                               |  |
| 1971 | Anderstorp   | 50 cm³   | Ángel Nieto (Derbi)             | Gilberto Parlotti (Derbi)   | Jan de Vries (Kreidler)     | Ángel Nieto (Derbi)           |  |
| 1971 | Anderstorp   | 125 cm³  | Barry Sheene (Suzuki)           | Börje Jansson (Maico)       | Kent Andersson (Yamaha)     | Ángel Nieto (Derbi)           |  |
| 1971 | Anderstorp   | 250 cm³  | Rodney Gould (Yamaha)           | John Dodds (Yamaha)         | Dieter Braun (Yamaha)       | Jarno Saarinen (Yamaha)       |  |
| 1971 | Anderstorp   | 350 cm³  | Giacomo Agostini (MV Agusta)    | Paul Smart (Yamaha)         | Jarno Saarinen (Yamaha)     | Giacomo Agostini (MV Agusta)  |  |
| 1971 | Anderstorp   | 500 cm³  | Giacomo Agostini (MV Agusta)    | Keith Turner (Suzuki )      | Tommy Robb (Seeley)         | Giacomo Agostini (MV Agusta)  |  |
| 1971 | Anderstorp   | Gespanne | Luthringshauser / Neumann (BMW) | unbekannt                   | unbekannt                   | unbekannt                     |  |
|      |              |          |                                 |                             |                             |                               |  |
| 1972 | Anderstorp   | 50 cm³   | Jan de Vries (Kreidler)         | Theo Timmer (Jamathi)       | Juan Parés March (Derbi)    | Ángel Nieto (Derbi)           |  |
| 1972 | Anderstorp   | 125 cm³  | Ángel Nieto (Derbi)             | Kent Andersson (Yamaha)     | Chas Mortimer (Yamaha)      | Ángel Nieto (Derbi)           |  |
| 1972 | Anderstorp   | 250 cm³  | Rodney Gould (Yamaha)           | Jarno Saarinen (Yamaha)     | Renzo Pasolini (Aermacchi)  | Jarno Saarinen (Yamaha)       |  |
| 1972 | Anderstorp   | 350 cm³  | Giacomo Agostini (MV Agusta)    | Phil Read (MV Agusta)       | Jarno Saarinen (Yamaha)     | Jarno Saarinen (Yamaha)       |  |
| 1972 | Anderstorp   | 500 cm³  | Giacomo Agostini (MV Agusta)    | Rodney Gould (Yamaha)       | Bosse Granath (Husqvarna)   | Giacomo Agostini (MV Agusta)  |  |
| 1972 | Anderstorp   | Gespanne | von Post / von Post (Honda)     | unbekannt                   | unbekannt                   | unbekannt                     |  |

### Von 1973 bis 1990
(gefärbter Hintergrund = kein Rennen im Rahmen der Motorrad-Weltmeisterschaft)
| Jahr | Strecke    | Klasse         | Sieger                             | Zweiter                           | Dritter                             | Pole-Position                          | Schn. Rennrunde                     |
| ---- | ---------- | -------------- | ---------------------------------- | --------------------------------- | ----------------------------------- | -------------------------------------- | ----------------------------------- |
| 1973 | Anderstorp | 50 cm³         | Henk van Kessel (Kreidler)         | Herbert Rittberger (Kreidler)     | J. van Zeebroeck (Kreidler)         | Henk van Kessel (Kreidler)             | Henk van Kessel (Kreidler)          |
| 1973 | Anderstorp | 125 cm³        | Börje Jansson (Maico)              | Kent Andersson (Yamaha)           | Chas Mortimer (Yamaha)              | Börje Jansson (Maico)                  | Börje Jansson (Maico)               |
| 1973 | Anderstorp | 250 cm³        | Dieter Braun (Yamaha)              | Roberto Gallina (Yamaha)          | E. Celso-Santos (Yamaha)            | Roberto Gallina (Yamaha)               | Teuvo Länsivuori (Yamaha)           |
| 1973 | Anderstorp | 350 cm³        | Teuvo Länsivuori (Yamaha)          | Giacomo Agostini (MV Agusta)      | Phil Read (MV Agusta)               | Teuvo Länsivuori (Yamaha)              | Teuvo Länsivuori (Yamaha)           |
| 1973 | Anderstorp | 500 cm³        | Phil Read (MV Agusta)              | Giacomo Agostini (MV Agusta)      | Kim Newcombe (König)                | Phil Read (MV Agusta)                  | Giacomo Agostini (MV Agusta)        |
| 1973 | Anderstorp | Gespanne       | Brodin / Wickström (Suzuki)        | unbekannt                         | unbekannt                           | unbekannt                              | unbekannt                           |
|      |            |                |                                    |                                   |                                     |                                        |                                     |
| 1974 | Anderstorp | 50 cm³         | Jan de Vries (Kreidler)            | Bruno Kneubühler (Kreidler)       | Theo Timmer (Jamathi)               | Jan de Vries (Kreidler)                | Jan de Vries (Kreidler)             |
| 1974 | Anderstorp | 125 cm³        | Kent Andersson (Yamaha)            | Henk van Kessel (Bridgestone)     | Bruno Kneubühler (Kreidler)         | Kent Andersson (Yamaha)                | Kent Andersson (Yamaha)             |
| 1974 | Anderstorp | 250 cm³        | Takazumi Katayama (Yamaha)         | Walter Villa (Harley-Davidson)    | Patrick Pons (Yamaha)               | John Dodds (Yamaha)                    | Takazumi Katayama (Yamaha)          |
| 1974 | Anderstorp | 350 cm³        | Teuvo Länsivuori (Yamaha)          | Patrick Pons (Yamaha)             | Pentti Korhonen (Yamaha)            | Teuvo Länsivuori (Yamaha)              | Patrick Pons (Yamaha)               |
| 1974 | Anderstorp | 500 cm³        | Teuvo Länsivuori (Yamaha)          | Phil Read (MV Agusta)             | Pentti Korhonen (Yamaha)            | Teuvo Länsivuori (Yamaha)              | Teuvo Länsivuori (Yamaha)           |
| 1974 | Anderstorp | Gespanne       | Schwärzel / Kleis (König)          | unbekannt                         | unbekannt                           | unbekannt                              | unbekannt                           |
|      |            |                |                                    |                                   |                                     |                                        |                                     |
| 1975 | Anderstorp | 50 cm³         | Jan de Vries (Kreidler)            | Bruno Kneubühler (Kreidler)       | Theo Timmer (Jamathi)               | Jan de Vries (Kreidler)                | Jan de Vries (Kreidler)             |
| 1975 | Anderstorp | 125 cm³        | Börje Jansson (Maico)              | Kent Andersson (Yamaha)           | Chas Mortimer (Yamaha)              | Börje Jansson (Maico)                  | Börje Jansson (Maico)               |
| 1975 | Anderstorp | 250 cm³        | Takazumi Katayama (Yamaha)         | Walter Villa (Harley-Davidson)    | Patrick Pons (Yamaha)               | John Dodds (Yamaha)                    | Takazumi Katayama (Yamaha)          |
| 1975 | Anderstorp | 500 cm³        | Teuvo Länsivuori (Yamaha)          | Phil Read (MV Agusta)             | Pentti Korhonen (Yamaha)            | Teuvo Länsivuori (Yamaha)              | Teuvo Länsivuori (Yamaha)           |
| 1975 | Anderstorp | Gespanne       | Carlsson / Andersson (Yamaha)      | unbekannt                         | unbekannt                           | unbekannt                              | unbekannt                           |
|      |            |                |                                    |                                   |                                     |                                        |                                     |
| 1976 | Anderstorp | 50 cm³         | Jan de Vries (Kreidler)            | Bruno Kneubühler (Kreidler)       | Theo Timmer (Jamathi)               | Jan de Vries (Kreidler)                | Jan de Vries (Kreidler)             |
| 1976 | Anderstorp | 125 cm³        | Börje Jansson (Maico)              | Kent Andersson (Yamaha)           | Chas Mortimer (Yamaha)              | Börje Jansson (Maico)                  | Börje Jansson (Maico)               |
| 1976 | Anderstorp | 250 cm³        | Takazumi Katayama (Yamaha)         | Walter Villa (Harley-Davidson)    | Patrick Pons (Yamaha)               | John Dodds (Yamaha)                    | Takazumi Katayama (Yamaha)          |
| 1976 | Anderstorp | 500 cm³        | Teuvo Länsivuori (Yamaha)          | Phil Read (MV Agusta)             | Pentti Korhonen (Yamaha)            | Teuvo Länsivuori (Yamaha)              | Teuvo Länsivuori (Yamaha)           |
| 1976 | Anderstorp | Gespanne       | Brodin / Forsberg (Suzuki)         | unbekannt                         | unbekannt                           | unbekannt                              | unbekannt                           |
|      |            |                |                                    |                                   |                                     |                                        |                                     |
| 1977 | Anderstorp | 50 cm³         | Ricardo Tormo (Bultaco)            | Ángel Nieto (Bultaco)             | Eugenio Lazzarini (Kreidler)        | Eugenio Lazzarini (Kreidler)           | Ricardo Tormo (Bultaco)             |
| 1977 | Anderstorp | 125 cm³        | Ángel Nieto (Bultaco)              | Pier Paolo Bianchi (Morbidelli)   | Eugenio Lazzarini (Morbidelli)      | Pier Paolo Bianchi (Morbidelli)        | Eugenio Lazzarini (Morbidelli)      |
| 1977 | Anderstorp | 250 cm³        | Mick Grant (Kawasaki)              | Mario Lega (Morbidelli)           | Jon Ekerold (Yamaha)                | Mick Grant (Kawasaki)                  | Mick Grant (Kawasaki)               |
| 1977 | Anderstorp | 350 cm³        | Takazumi Katayama (Yamaha)         | Kork Ballington (Yamaha)          | Patrick Fernandez (Yamaha)          | Patrick Fernandez (Yamaha)             | Kork Ballington (Yamaha)            |
| 1977 | Anderstorp | 500 cm³        | Barry Sheene (Suzuki)              | Johnny Cecotto (Yamaha)           | Steve Baker (Yamaha)                | Barry Sheene (Suzuki)                  | Barry Sheene (Suzuki)               |
|      |            |                |                                    |                                   |                                     |                                        |                                     |
| 1978 | Karlskoga  | 125 cm³        | Pier Paolo Bianchi (Minarelli)     | Ángel Nieto (Minarelli)           | Thierry Espié (Motobécane)          | Pier Paolo Bianchi (Minarelli)         | Ángel Nieto (Minarelli)             |
| 1978 | Karlskoga  | 250 cm³        | Gregg Hansford (Kawasaki)          | Kork Ballington (Kawasaki)        | Patrick Fernandez (Yamaha)          | Kork Ballington (Kawasaki)             | Gregg Hansford (Kawasaki)           |
| 1978 | Karlskoga  | 350 cm³        | Gregg Hansford (Kawasaki)          | Kork Ballington (Kawasaki)        | Takazumi Katayama (Yamaha)          | Gregg Hansford (Kawasaki)              | Gregg Hansford (Kawasaki)           |
| 1978 | Karlskoga  | 500 cm³        | Barry Sheene (Suzuki)              | Wil Hartog (Suzuki)               | Takazumi Katayama (Yamaha)          | Johnny Cecotto (Yamaha)                | Johnny Cecotto (Yamaha)             |
|      |            |                |                                    |                                   |                                     |                                        |                                     |
| 1979 | Karlskoga  | 125 cm³        | Pier Paolo Bianchi (Minarelli)     | J.-L. Guignabodet (Morbidelli)    | Thierry Noblesse (Morbidelli)       | Bruno Kneubühler (MBA)                 | Gert Bender (Bender)                |
| 1979 | Karlskoga  | 250 cm³        | Graziano Rossi (Morbidelli)        | Gregg Hansford (Kawasaki)         | Patrick Fernandez (Yamaha)          | Gregg Hansford (Kawasaki)              | Gregg Hansford (Kawasaki)           |
| 1979 | Karlskoga  | 500 cm³        | Barry Sheene (Suzuki)              | Jack Middelburg (Suzuki)          | Boet van Dulmen (Suzuki)            | Kenny Roberts sr. (Yamaha)             | Wil Hartog (Suzuki)                 |
| 1979 | Karlskoga  | Gespanne (B2A) | Taylor / Johansson (Windle-Yamaha) | Schwärzel / Huber (Yamaha)        | Biland / Waltisperg (Schmid-Yamaha) | Biland / Waltisperg (Schmid-Yamaha)    | Biland / Waltisperg (Schmid-Yamaha) |
|      |            |                |                                    |                                   |                                     |                                        |                                     |
| 1981 | Anderstorp | 125 cm³        | Ricardo Tormo (Sanvenero)          | Guy Bertin (Sanvenero)            | Iván Palazzese (MBA)                | Pier Paolo Bianchi (MBA)               | Hugo Vignetti (MBA)                 |
| 1981 | Anderstorp | 250 cm³        | Toni Mang (Kawasaki)               | Roland Freymond (Ad Majora)       | J.-F. Baldé (Kawasaki)              | Toni Mang (Kawasaki)                   | Toni Mang (Kawasaki)                |
| 1981 | Anderstorp | 500 cm³        | Barry Sheene (Yamaha)              | Boet van Dulmen (Yamaha)          | Jack Middelburg (Suzuki)            | Barry Sheene (Yamaha)                  | Barry Sheene (Yamaha)               |
| 1981 | Anderstorp | Gespanne       | Biland / Waltisperg (LCR-Yamaha)   | Michel / Burkhard (Seymaz-Yamaha) | Taylor / Johansson (Fowler-Yamaha)  | Biland / Waltisperg (LCR-Yamaha)       | Biland / Waltisperg (LCR-Yamaha)    |
|      |            |                |                                    |                                   |                                     |                                        |                                     |
| 1982 | Anderstorp | 125 cm³        | Iván Palazzese (MBA)               | Eugenio Lazzarini (Garelli)       | August Auinger (Bartol-MBA)         | Ricardo Tormo (Sanvenero)              | Eugenio Lazzarini (Garelli)         |
| 1982 | Anderstorp | 250 cm³        | Roland Freymond (MBA)              | Toni Mang (Kawasaki)              | J.-F. Baldé (Kawasaki)              | Christian Estrosi (Pernod)             | Roland Freymond (MBA)               |
| 1982 | Anderstorp | 500 cm³        | Takazumi Katayama (Honda)          | Randy Mamola (Suzuki)             | Graeme Crosby (Yamaha)              | Freddie Spencer (Honda)                | Randy Mamola (Suzuki)               |
| 1982 | Anderstorp | Gespanne       | Biland / Waltisperg (LCR-Yamaha)   | Schwärzel / Huber (Seymaz-Yamaha) | Taylor / Johansson (Windle-Yamaha)  | Biland / Waltisperg (LCR-Yamaha)       | Biland / Waltisperg (LCR-Yamaha)    |
|      |            |                |                                    |                                   |                                     |                                        |                                     |
| 1983 | Anderstorp | 125 cm³        | Bruno Kneubühler (MBA)             | Fausto Gresini (Garelli)          | August Auinger (MBA)                | Ricardo Tormo (MBA)                    | Ricardo Tormo (MBA)                 |
| 1983 | Anderstorp | 250 cm³        | Christian Sarron (Yamaha)          | Hervé Guilleux (Kawasaki)         | Carlos Lavado (Yamaha)              | Didier de Radiguès (Chevallier-Yamaha) | Iván Palazzese (Yamaha)             |
| 1983 | Anderstorp | 500 cm³        | Freddie Spencer (Honda)            | Kenny Roberts sr. (Yamaha)        | Takazumi Katayama (Honda)           | Freddie Spencer (Honda)                | Kenny Roberts sr. (Yamaha)          |
| 1983 | Anderstorp | Gespanne       | Biland / Waltisperg (LCR-Yamaha)   | Streuer / Schnieders (LCR-Yamaha) | Schwärzel / Huber (Seymaz-Yamaha)   | Biland / Waltisperg (LCR-Yamaha)       | Biland / Waltisperg (LCR-Yamaha)    |
|      |            |                |                                    |                                   |                                     |                                        |                                     |
| 1984 | Anderstorp | 125 cm³        | Fausto Gresini (MBA-Garelli)       | August Auinger (MBA)              | Eugenio Lazzarini (Garelli)         | Jean-Claude Selini (MBA)               | Fausto Gresini (MBA-Garelli)        |
| 1984 | Anderstorp | 250 cm³        | Manfred Herweh (Real-Rotax)        | Christian Sarron (Yamaha)         | Jacques Cornu (Yamaha)              | Manfred Herweh (Real-Rotax)            | Toni Mang (Yamaha)                  |
| 1984 | Anderstorp | 500 cm³        | Eddie Lawson (Yamaha)              | Raymond Roche (Honda)             | Wayne Gardner (Honda)               | Ron Haslam (Honda)                     | Eddie Lawson (Yamaha)               |
| 1984 | Anderstorp | Gespanne       | Biland / Waltisperg (LCR-Yamaha)   | Schwärzel / Huber (LCR-Yamaha)    | Michel / Fresc (LCR-Yamaha)         | Biland / Waltisperg (LCR-Yamaha)       | Biland / Waltisperg (LCR-Yamaha)    |
|      |            |                |                                    |                                   |                                     |                                        |                                     |
| 1985 | Anderstorp | 125 cm³        | August Auinger (MBA)               | Pier Paolo Bianchi (MBA)          | Fausto Gresini (Garelli)            | Fausto Gresini (Garelli)               | Ezio Gianola (Garelli)              |
| 1985 | Anderstorp | 250 cm³        | Toni Mang (Honda)                  | Carlos Lavado (Yamaha)            | Fausto Ricci (Honda)                | Carlos Lavado (Yamaha)                 | Toni Mang (Honda)                   |
| 1985 | Anderstorp | 500 cm³        | Freddie Spencer (Honda)            | Eddie Lawson (Yamaha)             | Ron Haslam (Honda)                  | Freddie Spencer (Honda)                | Freddie Spencer (Honda)             |
| 1985 | Anderstorp | Gespanne       | Streuer / Schnieders (LCR-Yamaha)  | Schwärzel / Buck (LCR-Yamaha)     | Webster / Hewitt (LCR-Yamaha)       | Biland / Waltisperg (LCR-Krauser)      | Biland / Waltisperg (LCR-Krauser)   |
|      |            |                |                                    |                                   |                                     |                                        |                                     |
| 1986 | Anderstorp | 125 cm³        | Fausto Gresini (Garelli)           | Luca Cadalora (Garelli)           | Domenico Brigaglia (Ducados-MBA)    | August Auinger (MBA)                   | Luca Cadalora (Garelli)             |
| 1986 | Anderstorp | 250 cm³        | Carlos Lavado (Yamaha)             | Sito Pons (Honda)                 | Jean-François Baldé (Honda)         | Martin Wimmer (Yamaha)                 | Sito Pons (Honda)                   |
| 1986 | Anderstorp | 500 cm³        | Eddie Lawson (Yamaha)              | Wayne Gardner (Honda)             | Mike Baldwin (Yamaha)               | Wayne Gardner (Honda)                  | Eddie Lawson (Yamaha)               |
| 1986 | Anderstorp | Gespanne       | Michel / Fresc (LCR-Yamaha)        | Egloff / Egloff (LCR-Yamaha)      | Bailey / Nixon (LCR-Yamaha)         | Biland / Waltisperg (LCR-Krauser)      | Webster / Hewitt (LCR-Yamaha)       |
|      |            |                |                                    |                                   |                                     |                                        |                                     |
| 1987 | Anderstorp | 125 cm³        | Fausto Gresini (Garelli)           | Bruno Casanova (Garelli)          | Domenico Brigaglia (LCR-MBA)        | Fausto Gresini (Garelli)               | Fausto Gresini (Garelli)            |
| 1987 | Anderstorp | 250 cm³        | Toni Mang (Honda)                  | Luca Cadalora (Yamaha)            | Loris Reggiani (Aprilia-Rotax)      | Luca Cadalora (Yamaha)                 | Carlos Lavado (Yamaha)              |
| 1987 | Anderstorp | 500 cm³        | Wayne Gardner (Honda)              | Eddie Lawson (Yamaha)             | Randy Mamola (Yamaha)               | Wayne Gardner (Honda)                  | Wayne Gardner (Honda)               |
| 1987 | Anderstorp | Gespanne       | Biland / Waltisperg (LCR-Krauser)  | Webster / Hewitt (LCR-Krauser)    | Michel / Fresc (LCR-Krauser)        | Webster / Hewitt (LCR-Krauser)         | Biland / Waltisperg (LCR-Krauser)   |
|      |            |                |                                    |                                   |                                     |                                        |                                     |
| 1988 | Anderstorp | 125 cm³        | Jorge Martínez (Derbi)             | Ezio Gianola (Honda)              | Julián Miralles (Honda)             | Jorge Martínez (Derbi)                 | Jorge Martínez (Derbi)              |
| 1988 | Anderstorp | 250 cm³        | Sito Pons (Honda)                  | Joan Garriga (Yamaha)             | Dominique Sarron (Honda)            | Luca Cadalora (Yamaha)                 | Reinhold Roth (Honda)               |
| 1988 | Anderstorp | 500 cm³        | Eddie Lawson (Yamaha)              | Wayne Gardner (Honda)             | Christian Sarron (Yamaha)           | Eddie Lawson (Yamaha)                  | Eddie Lawson (Yamaha)               |
| 1988 | Anderstorp | Gespanne       | Webster / Hewitt (LCR-Krauser)     | Biland / Waltisperg (LCR-Krauser) | Streuer / Schnieders (LCR-Yamaha)   | Webster / Hewitt (LCR-Krauser)         | Biland / Waltisperg (LCR-Krauser)   |
|      |            |                |                                    |                                   |                                     |                                        |                                     |
| 1989 | Anderstorp | 125 cm³        | Àlex Crivillé (JJ Cobas-Rotax)     | Hans Spaan (Honda)                | Kohji Takada (Honda)                | Àlex Crivillé (JJ Cobas-Rotax)         | Àlex Crivillé (JJ Cobas-Rotax)      |
| 1989 | Anderstorp | 250 cm³        | Sito Pons (Honda)                  | Reinhold Roth (Honda)             | Jacques Cornu (Honda)               | Carlos Cardús (Honda)                  | Sito Pons (Honda)                   |
| 1989 | Anderstorp | 500 cm³        | Eddie Lawson (Honda)               | Christian Sarron (Yamaha)         | Wayne Gardner (Honda)               | Wayne Rainey (Yamaha)                  | Christian Sarron (Yamaha)           |
| 1989 | Anderstorp | Gespanne       | Biland / Waltisperg (LCR-Krauser)  | Michel / Fresc (LCR-Krauser)      | Webster / Hewitt (LCR-Krauser)      | Webster / Hewitt (LCR-Krauser)         | Michel / Fresc (LCR-Krauser)        |
|      |            |                |                                    |                                   |                                     |                                        |                                     |
| 1990 | Anderstorp | 125 cm³        | Hans Spaan (Honda)                 | Alessandro Gramigni (Aprilia)     | Doriano Romboni (Honda)             | Stefan Prein (Honda)                   | Stefan Prein (Honda)                |
| 1990 | Anderstorp | 250 cm³        | Carlos Cardús (Honda)              | John Kocinski (Yamaha)            | Masahiro Shimizu (Honda)            | John Kocinski (Yamaha)                 | John Kocinski (Yamaha)              |
| 1990 | Anderstorp | 500 cm³        | Wayne Rainey (Yamaha)              | Eddie Lawson (Yamaha)             | Wayne Gardner (Honda)               | Kevin Schwantz (Suzuki)                | Wayne Rainey (Yamaha)               |
| 1990 | Anderstorp | Gespanne       | Michel / Birchall (LCR-Krauser)    | Streuer / de Haas (LCR-Yamaha)    | Biland / Waltisperg (LCR-Krauser)   | Michel / Birchall (LCR-Krauser)        | Streuer / de Haas (LCR-Yamaha)      |